# Kocel
Kocel (aussi Kocel´, Kozel, Gozil, Chozilo, Chezilo, Hezilo, Chezul), mort en 876, fut le deuxième prince de la principauté du Balaton de 860/861 à 876.
Il était le fils et successeur de Pribina et de sa femme d´origine bavaroise. Son nom, Gozil, est d´origine bavaroise, il fut utilisé sous sa forme slave. Il est probablement né avant ou juste après que son père fut chassé de sa Principauté de Nitra par Mojmír Ier en 833. En tout cas, il accompagna son père lors de son séjour dans l´Empire bulgare.
Avant d´être prince, il fut d´abord comte, au plus tard en 850, probablement du comté du Balaton, une partie de la principauté du Balaton. Cette année-là, il était présent à Blatnograd lors de la consécration de l´église de la Vierge-Marie. Il fut d´abord un vassal des Francs de Francie orientale, puis un allié de la Grande-Moravie avant de retourner sous l´influence des Francs dans les années 870. Il continua la politique de christianisation de son père. Adalwin, l´archevêque de Salzbourg consacra plusieurs églises dans son domaine en 865.
Il est surtout connu pour avoir hébergé les frères Cyrille et Méthode de Salonique pendant l´été 867 lors de leur voyage depuis la Grande-Moravie jusqu´à Rome. Ces deux missionnaires des Slaves ont instruit jusqu´à 50 élèves dans sa capitale de Blatnograd et ils ont laissé une forte impression sur Kocel. Ensuite, il soutint et développa la liturgie en langue slave. Pendant l´hiver 869/870, il demanda au pape Adrien II la nomination de Méthode comme archevêque de Sirmium, responsable de la Pannonie et de la Grande-Moravie. Cette nomination fut à l´origine de conflits avec l´archevêque de Salzbourg qui perdait le contrôle de ces domaines et fut une motivation pour la rédaction du livre « Conversio Bagoariorum et Carantanorum » qui décrit le rôle des archevêques de Salzbourg dans la christianisation de la région.
En 876,  il prit part aux campagnes franques contre les Croates de Dalmatie et trouva la mort. Les circonstances de sa mort sont inconnues. Après son décès, la principauté du Balaton tomba dans les mains d´Arnulf de Carinthie.